# Brighton (Tennessee)
Brighton is een plaats (town) in de Amerikaanse staat Tennessee, en valt bestuurlijk gezien onder Tipton County.

## Demografie
Bij de volkstelling in 2000 werd het aantal inwoners vastgesteld op 1719.
In 2006 is het aantal inwoners door het United States Census Bureau geschat op 2526, een stijging van 807 (46,9%).

## Geografie
Volgens het United States Census Bureau beslaat de plaats een oppervlakte van
7,1 km², geheel bestaande uit land. Brighton ligt op ongeveer 104 m boven zeeniveau.

## Plaatsen in de nabije omgeving
De onderstaande figuur toont nabijgelegen plaatsen in een straal van 12 km rond Brighton.